# پنگبرن (آرکانزاس)
پنگبرن (آرکانزاس) (به انگلیسی: Pangburn, Arkansas) یک شهر در ایالات متحده آمریکا با جمعیت ۶۵۴ نفر است که در آرکانزاس واقع شده‌است.

## موقعیت جغرافیایی
موقعیت جغرافیایی شهرها و مناطق اطراف به شرح زیر است: